# Henri Crouzet
Pour les articles homonymes, voir Crouzet.
Henri Crouzet est un ingénieur des ponts et chaussées du XIXe siècle qui a fortement œuvré à la mise en valeur forestière du département des Landes.

## Biographie
Henri Crouzet est né le 20 mars 1817 à Lescure dans le Tarn dans le domaine de sa mère, Anne Jeanne Félicité Rodière (Castres, 1795- Albi, 1876). Son père Jean Pierre Joseph Crouzet (Albi, 1787 - Albi, 1869) est propriétaire terrien et percepteur des contributions directes à Albi.
Il entre à l`École polytechnique en 1837 puis à l`École nationale des ponts et chaussées en 1839. À la sortie de l’école en 1841, il nommé aspirant-ingénieur des Ponts et Chaussées en 1842 puis ingénieur ordinaire en 1844 chargé du Service ordinaire de l’arrondissement de Dax où il reste jusqu’en 1863, année de sa nomination comme ingénieur en chef du département des Landes à Mont-de-Marsan. Il fera donc toute sa carrière dans les Landes où sa famille se fixe.
Il se marie le 19 décembre 1848 à Elisa Turpin , fille de Numa Turpin, alors représentant du peuple à l’Assemblée constituante de la Deuxième République, maire de Lit et l`un des plus riches Landais de l`époque au Marensin. Henri a trois enfants : Louis (1849-1925) qui fut aussi maire de Lit-et-Mixe de 1878 à 1919, Félix (1850-1923) qui fut maire de Saint-Julien-en-Born de 1882 à 1912 et Fanny (1856-1942).
L'administration des Ponts et Chaussées crée dès le début du XIXe siècle, parallèlement aux Services ordinaires, des structures spécifiques pour suivre les travaux des dunes, les entreprises des compagnies concessionnaires, les projets de canaux ou de chemin de fer, la route de Bordeaux à Bayonne. Au « Service spécial des Landes de Gascogne » en fonction sous la Monarchie de Juillet succède 1849, un « Service hydraulique »  qui reste commun jusqu'en 1857 aux Landes et à la Gironde et qui est dirigé par l'ingénieur en chef Louis Malaure (1808-1886). Supervisé par Malaure, le Service hydraulique des Landes est d'abord confié à l'ingénieur Frédéric Ritter (1819-1893), avant que Crouzet n'en prenne la charge à partir de 1853 jusqu'en 1870.
Le 1er mai 1843, il est décoré d'une médaille de sauvetage à la suite d'inondations de l'Adour.
Il rédige de 1853 à 1857 plusieurs rapports semblant prouver qu'il a été un des inspirateurs de la loi du 19 juin 1857. Le 5 août 1857, il est fait chevalier de la Légion d'honneur.
En 1857 il est directeur du domaine impérial de Solférino que Napoléon III a créé dans les Landes en achetant 7500 hectares de landes dans les communes de Lüe, Escource, Sabres, etc. et qui constitueront peu après le village de Solférino. Crouzet est assisté d'Eugène Tisserand (1830-1925) , ingénieur agronome et de deux gardes généraux demeurant sur place, dont un, Léon Bernardin devient le régisseur jusqu'en 1870. Il fait de nombreux travaux dans le domaine impérial dont il rend compte chaque année à l'Empereur et dans les numéros du «Moniteur» des 11 et 12 octobre 1859. En cinq ans (1857-1861), « pour donner un exemple des moyens d'amélioration et de culture à appliquer à ce sol abandonné » des Landes, il crée un domaine forestier et agricole (notamment la ferme de Pouy) à dominante de semis de pins maritimes.
Quelques mois après la sortie de Maître Pierre d'Edmond About, transposition romanesque et élogieuse de « l’œuvre »  de Jules Chambrelent, paraît en 1858 Le dernier pasteur des Landes, un roman de Jean-Baptiste Lescarret (1818-1898). Dans cet ouvrage le héros est un ingénieur nommé Monsieur Henri, qui évoque Henri Crouzet. L’auteur se dresse contre la thèse selon laquelle la transformation des communaux en forêts de pins maritimes, imposée par la loi de 1857, a été une grande chance pour les Landes et dont Napoléon III aurait été le bienfaiteur.
En 1863, les frères Pereire le nomment ingénieur en chef de la Compagnie du Midi afin de surveiller la réalisation des routes agricoles dont ils ont pris en charge la construction contre une subvention du Trésor, et les conseiller dans l’aménagement de leurs propriétés forestières.
La carrière de Crouzet subit une éclipse après la chute du Second Empire. On suppose sans trop se tromper que Crouzet était bonapartiste. Selon Jean Cailluyer, la rivalité professionnelle Crouzet-Chambrelent aurait des causes politiques. Durant le Second Empire, Crouzet était bien en cour alors que Chambrelent était de tendance républicaine. La nomination de Chambrelent à Digne et à Limoges est ressentie comme une disgrâce et un éloignement pour laisser à Crouzet les coudées franches. La Troisième République comblera d`honneurs Chambrelent, revenu en 1872 en Gironde.
Il s'associe en 1870-1871, au comité de Défense départemental créé par le préfet Hippolyte Maze. Le service hydraulique ayant été enlevé en 1871 par le Conseil général des Landes aux ponts et chaussées, Crouzet présente au Conseil général plusieurs rapports en vue de la mise en place d'un nouveau service sans succès.
Crouzet essaie de se présenter aux élections de 1871 invoquant de sa qualité de conseiller municipal de Mont-de-Marsan .
Au début de 1874, la maladie met brusquement un terme à sa carrière et l'oblige à prendre sa retraite en 1875. Il cesse toute activité jusqu'à sa mort. Il meurt à Lit-et-Mixe le 22 janvier 1880, localité où son fils aîné Louis Crouzet est maire conservateur, très réactionnaire, voire hostile aux républicains.
Louis Crouzet gardera la mairie jusqu’aux élections municipales de 1920 ; il sera alors battu par une liste républicaine de gauche. Louis Crouzet s'associa de 1889 jusqu'à sa mort avec Léon Sargos, le père de Roger Sargos, au sein d'une affaire de sciage et d'injection de bois nommée « Crouzet & Sargos ». Louis Crouzet marié à Louise Turpin sa cousine, a deux filles Marguerite (1884-1975) et Françoise (1886, Castets -1982, Lit-et-Mixe). Françoise Crouzet se mariera en 1906 avec Joseph Hériard-Dubreuil (1879, Bordeaux - 1954, Mézos) dont le petit-neveu André Hériard-Dubreuil (1917, Bordeaux - 2002, Cognac) et ses descendants dirigent les cognacs Rémy Martin.

## Ouvrages d'art d'Henri Crouzet
Au Service ordinaire de l'arrondissement de Dax (1841-1855)
- achèvement du port de Peyrehorade et du pont de Tartas ;
- construction des ponts de Saint-Pandelon, de Bégaar, de Magescq, pont suspendu de Tertis et passerelle suspendue de Tartas ;
- travaux de navigation sur l'Adour ;
- travaux de routes départementales et impériale de Labouheyre à Castets ;
- construction du grand pont de pierre de Dax sur l'Adour
- ensemencement et fixation des dunes (ateliers d'Huchet en 1842, de Mixe en 1844) chargé en totalité du Services des dunes du département à partir de 1848 (sur Biscarrosse, Mimizan, Saint-Julien, Mixe, Vielle) ;
- redressement des courants de Mimizan (1843), de Contis (1844 et 1855) ;
- dessèchement des marais de Lit et Saint-Julien (1845) ;
- projet de syndicat d'endiguement et de dessèchement à Habas et Hastingues (1847) ;
- étude et avant-projet du chemin de fer de Bordeaux à Bayonne entre Sabres et Dax (1846) ;
- projet et exécution d'une distribution d'eau dans la ville de Dax (1844) ;
- étude, avec le Génie militaire , de l'établissement d'un port à Capbreton (1847) ;
- projet d'un port à Contis (1848) ;

## Décorations
- Médaille de sauvetage en 1843, à la suite des inondations de l'Adour[1]
- Chevalier de la Légion d'honneur en 1857.